# النادي الرياضي القسنطيني للسيدات
النادي الرياضي القسنطيني للسيدات هو نادي كرة قدم جزائري نسائي. يلعب في دوري الدرجة الأولى في الدوري الجزائري تأسس سنة 2004 تحت اسم فتيات وؤام قسنطينة.
في 2022، إندمج النادي مع النادي الرياضي القسنطيني.

## الألقاب
- الدوري الجزائري للسيدات:

```
18/17 
[
2
]
```

- كأس الجزائر للسيدات:

```
19/18 
[
3
]
```